# Три возраста человека (картина Тициана)
«Три возраста человека» (итал. Tre età dell'uomo) — картина венецианского художника Тициана, написанная между 1512 и 1514 годами. На тему и мотивы полотна, видимо, повлияли изображения пейзажей и обнажённых фигур Джорджоне — Тициан, как известно, завершил некоторые незаконченные работы Джорджоне после того, как тот умер в 1510 году в возрасте 33 лет от чумы. Картина представляет собой представление художника о жизненном цикле. Детство и мужественность синонимичны земной любви, а приближающаяся к старости смерть нарисована реалистично. Широко избранная тема Тициана в искусстве, возраст человека, смешанная с его собственной аллегорической интерпретацией, делают картину одним из самых известных произведений Тициана. Находится в Национальной галерее Шотландии в Эдинбурге.

## История
Полотно Тициана «Три возраста человека» традиционно отождествляли с картиной, датированной 1515 годом, которую, как утверждал Джорджо Вазари, Тициан написал после возвращения из Феррары для тестя художника Джованни ди Кастель Болоньезе из Фаэнцы. Однако критики датировали её немного раньше, из-за спящих путти справа на картине, очевидно, смоделированных с «Тондо невинных» Джироламо Романино (Городской музей Падуи), датируемого 1513 годом. Известно несколько копий картины, одна из лучших находится в галерее Дориа-Памфили в Риме.
Известно, что в какой-то момент картина оказалась у Маттеуса Хопфера, имевшего дом в Гроттенау, наполненный фресками из «поэтических сказок». После смерти Хопфера в 1611 году полотно было передано семье Эбертов, а затем выставлено на торги в Аугсбурге. В 1662 году через город проезжала королева Швеции Кристина, направляясь из Нидерландов в Рим. Картина была внесена в её коллекцию в Палаццо Риарио в Риме в 1662 году. В 1722 году принц Одескальки передал картину герцогу Филиппу II Орлеанскому, где она оставалась в Орлеанской коллекции до 1798 года. Она была куплена вместе с большей частью этой коллекции Фрэнсисом Эгертоном, 3-м герцогом Бриджуотерским, потомки которого позже передали всю его коллекцию в Национальную галерею Шотландии для хранения и демонстрации.

## Сюжет и описание

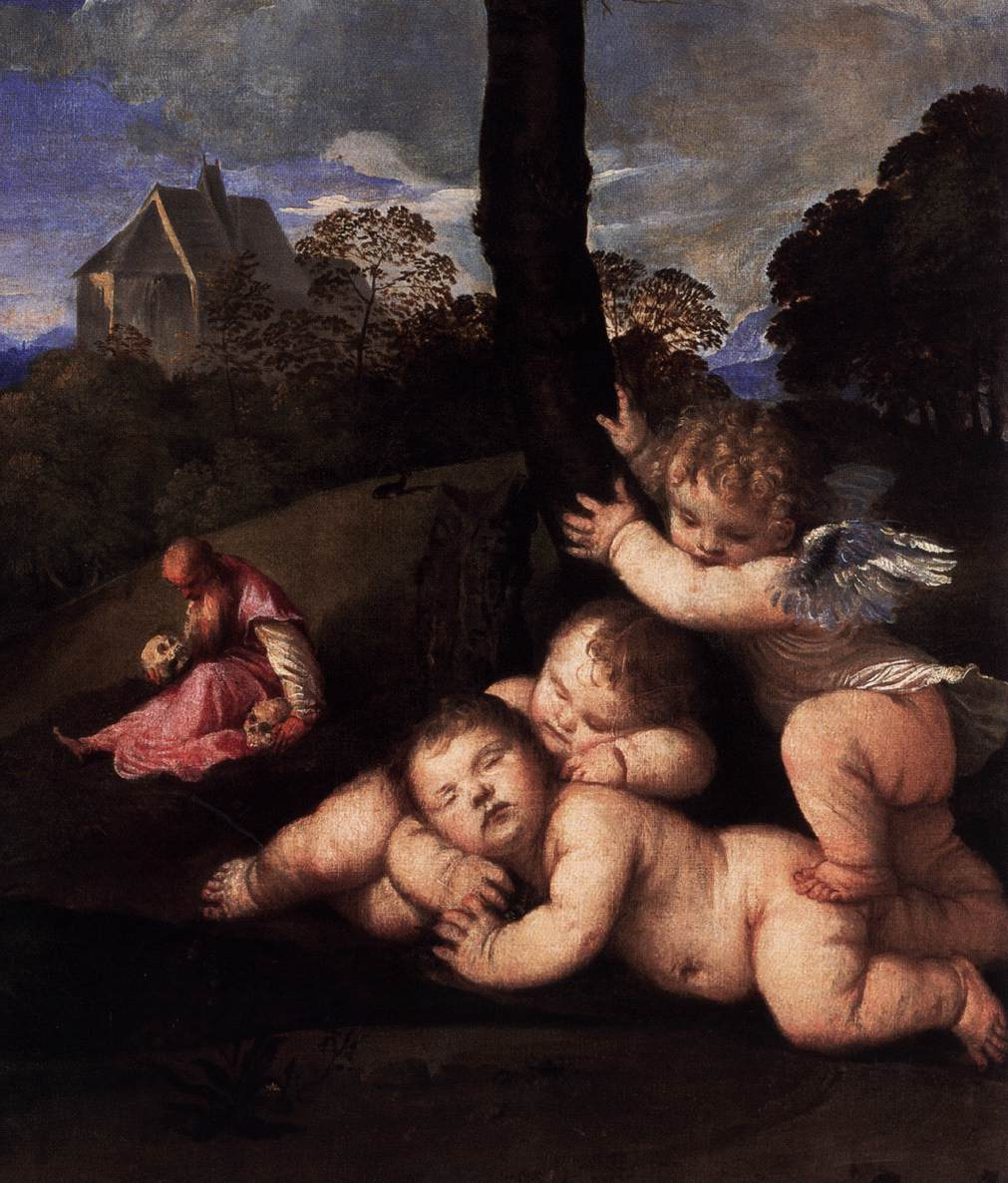
Деталь картины

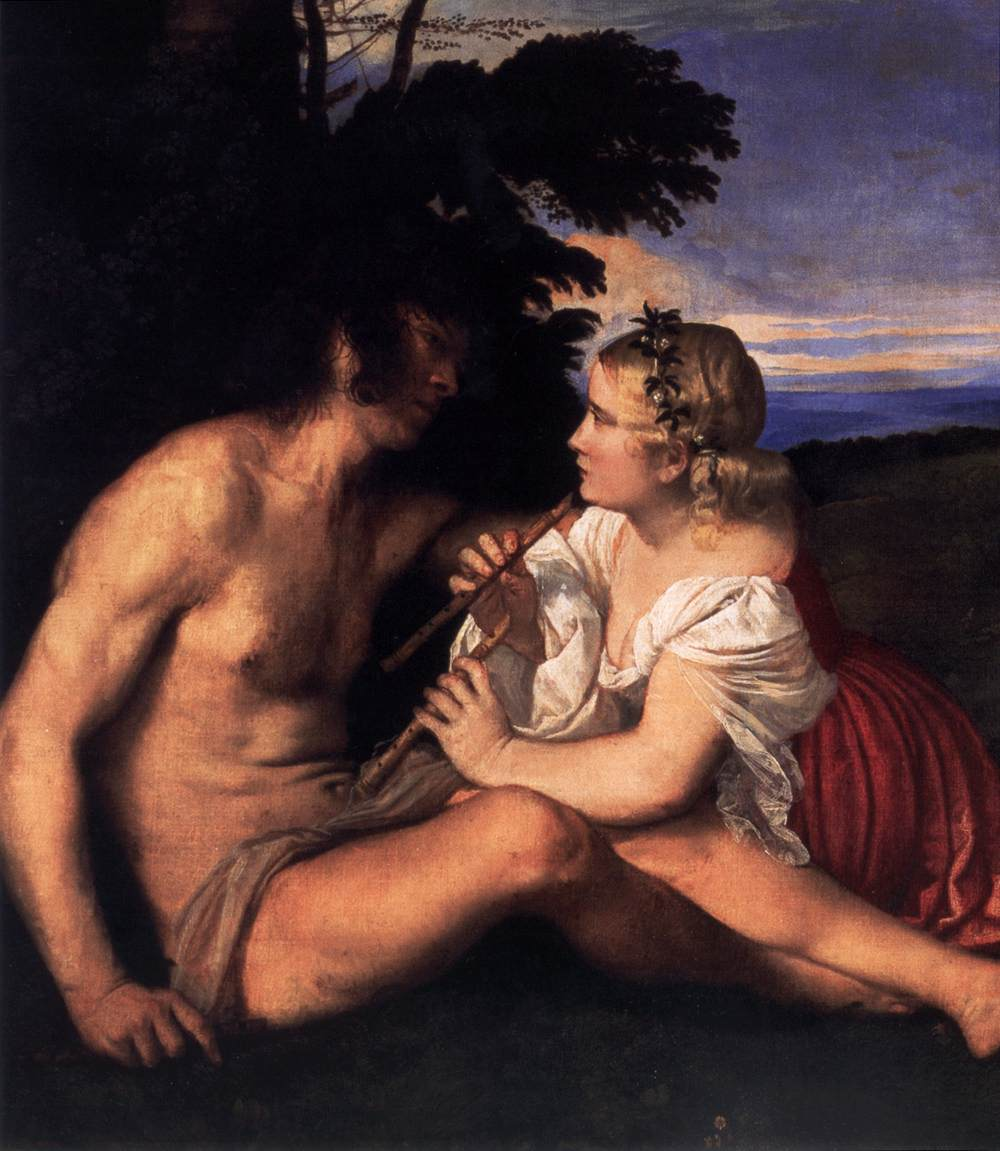
Деталь картины

Картина представлена как поэтическое размышление о быстротечности человеческой жизни и любви в романтическом пейзаже. Пасторальные элементы причудливо соединены с приметами аллегории. Справа Купидон игриво карабкается через двух спящих младенцев. Слева мы видим молодых влюблённых, которые собираются обнять друг друга. В центре картины в отдалении сидящий старик, очень похожий на кающегося святого Иеронима, созерцает пару черепов — подразумевая бывших любовников. Церковь на заднем плане может напоминать зрителям о христианском обещании спасения и вечной жизни.

## Анализ
Рентгеновское исследование картины показало большое количество изменений в композиции, даже по меркам Тициана. Первоначально Тициан нарисовал голову женщины слегка обращенной к зрителю, но в конечном итоге решил написать её в чистом профильном положении, чтобы подчеркнуть связь с возлюбленным.